# 痰
痰是指肺及支氣管等鼻腔以下的呼吸道的粘膜所產生的有害分泌物，用來將包含塵埃、病毒、過敏原等異物排出體外的黏液，也可能是因下呼吸道感染（須排除鼻道分泌的黏液），而經由咳嗽所吐出來的黏液。

## 原因
人体会产生黏液，使呼吸道的薄弱组织保持湿润，捕获并驱除可能构成威胁的小颗粒异物。感冒、支氣管炎、哮喘、吸菸都可能是痰的成因，若有肺癌的話，會有很多痰。身体试图通过咳嗽来清除多余的痰。

## 處理方法
吐痰
要清除痰涎，應該以臉朝下的方向，把痰吐在痰盂內或衛生紙上，再將衛生紙包裹並丟進垃圾箱內。此外，在洗手間內，有人認為亦可以向洗手臺或馬桶吐痰，但其實並不衛生，如果真的這樣做就必須記得吐後必須要用水把痰沖走，因為殘留在痰內的細菌仍可能造成感染。吐出的痰（sputum）中还有唾液。在显微镜的低倍放大检查下，超过25个鳞状上皮细胞就意味着唾液污染。痰液样本（sputum specimens）用于量化人类疾病（例如哮喘）中的气道炎症程度。
抽痰
對於沒有能力自行咳出痰涎的病人，他們需要醫護人員協助，利用工具抽出留在呼吸道的痰涎，以免阻礙呼吸而造成窒息。

## 痰的顏色
吐痰的時候，留意一下它的顏色。若顏色有異，或痰多不止，就應該去看醫生。
正常的顏色應該是透明色或白色。白色是因為痰涎比較乾，或周圍環境濕度低。
若痰涎帶黃，即表示有細菌感染的跡象。若是帶綠或棕色，幾乎可以肯定已發炎。痰液中含脓，有白细胞、细胞碎片、死组织、浆液和粘液组成。白细胞中有一种嗜中性粒细胞是绿色的。
若是綠色並帶有鐵鏽色的斑點，即表示開始出現肺炎的症狀，請及早求醫。另外，吸煙過量會使痰帶棕色。
若痰裡有紅色或黑色，即表示痰裡有血，那可能是肺癆或其他嚴重疾病的先兆。雖然支氣管炎亦可能會令痰中帶血，但痰中只有些微血絲，實屬正常。若痰裡的血比正常為多，應盡早求醫。

## 外部連結
- 痰 （页面存档备份，存于） 中藥方劑圖像數據庫 (香港浸會大學中醫藥學院) （中文）（英文）
- 痰多 中藥方劑圖像數據庫 (香港浸會大學中醫藥學院) （中文）（英文）
- 痰濁 （页面存档备份，存于） 中藥方劑圖像數據庫 (香港浸會大學中醫藥學院) （中文）（英文）
- 濕痰 （页面存档备份，存于） 中藥方劑圖像數據庫 (香港浸會大學中醫藥學院) （中文）（英文）
- 痰中帶血 （页面存档备份，存于） 中藥方劑圖像數據庫 (香港浸會大學中醫藥學院) （中文）（英文）